# 노무라 나오키
노무라 나오키(일본어: 野村 直輝, 1991년 4월 17일 ~ )는 일본의 축구 선수이다. 현재 J2리그의 오이타 트리니타에서 뛰고 있다.

## 구단 경력
그는 2014년부터 J리그의 요코하마 FC, 도쿠시마 보르티스, 오이타 트리니타에서 뛰었다.